# Denis Maréchal (historien)
Pour les articles homonymes, voir Denis Maréchal et Maréchal.
Denis Maréchal, né à Paris en 1954, est un historien français spécialisé dans la médiation de l’histoire du XXe siècle et en histoire des médias.

## Biographie
Il est le fils de Georges Maréchal, ciseleur devenu chef de fabrication et de Jacqueline Maréchal, aide comptable puis professeur de dessin à la ville de Paris. Il poursuit ses études au lycée Michelet à Vanves. 
Diplômé de l'Ecole des Hautes Etudes en Sciences Sociales (EHESS) en 1978 « L'information parlée en France (1932-1939) » sous la direction de Jacques Ozouf. 
Docteur en Histoire de l’Institut d’études politiques de Paris. Elève de Jean-Noël Jeanneney au Cycle supérieur d’histoire du XXe siècle, il a soutenu en 1986 une thèse de troisième cycle « La photographie, quelle source pour l’histoire ? », puis en 1994 une thèse nouveau régime « Radio Luxembourg RTL ; histoire politique et culturelle d’une station de radio ». Prix de la recherche du Comité d’histoire de la radio en 1995. 
Conseiller historique au Mémorial de Caen de 1985 à 1990, à l'occasion de sa création, il fut ensuite chargé de la direction du projet de Centre Mondial de la Paix (CMP) de Verdun entre 1992 et 1997. Il rejoint l’INA (Institut National de l’Audiovisuel) en septembre 1997, successivement Chef du service de la conservation patrimoniale à l’inathèque de France jusqu’en octobre 1999 avant de devenir Chargé de mission à la diffusion scientifique à la direction déléguée aux Collections de l’INA pour les Lundis de l’INA, les ateliers de recherches méthodologiques, les colloques, Ina Sorbonne et les Collections Ina-L’Harmattan jusqu'en décembre 2014.
Denis Maréchal a  été chargé de cours à l'Université de Paris IV Sorbonne (Technique et langage des médias de 1990 à 2003) puis professeur associé (Past) en histoire des médias au Centre d'histoire culturelle des sociétés contemporaines à l’université de Versailles-Saint-Quentin-en-Yvelines de septembre 2011 à décembre 2013.

## Publications

### Ouvrages
.  L'improbable propagande (France 1938-1940), Le Bord de l'Eau, 2025, 257 p.
- Europe 1. De la singularité au déclin (1955-2022), Le Bord de l'Eau, 2023, 272 p.  (ISBN 9782356879462)[5]
- France Inter - Une histoire de pouvoirs, INA Editions, 2020, 216p.  (ISBN 978-2-86938-277-0)
- RTL, histoire d’une radio populaire, Nouveau Monde (éditions), 2010, 582 p.  (ISBN 978-2-84736-533-7)[6]
- Geneviève Tabouis, Les dernières nouvelles de demain (1882-1985), Paris, Nouveau Monde (éditions), 2003, 289 p.  (ISBN 2-84736-029-8)
- Radio Luxembourg. 1933-1993. Un média au cœur de l'Europe, Nancy, Presses universitaires de Nancy et Éditions Serpenoise, 1994, 266 p.  (ISBN 2-86480-679-7)

- The history of a popular european radio station ; from Radio Luxembourg to RTL.fr, préface de Guy Starkey, traduction de Christopher Todd, The Edwin Mellen Press, 2013, 727 p.  (ISBN 978-0773445383)

### Codirection d’ouvrages
- Les médias et la Libération en Europe 1945-2005, sous la direction de Christian Delporte et Denis Maréchal, col. Les médias en actes, Ina – L’harmattan, 2006, 498 p.  (ISBN 2-296-00735-X)

- Quelle est la place des images en histoire ? sous la direction de Christian Delporte, Laurent Gervereau, Denis Maréchal, Nouveau Monde (éditions), 2008, 480 p.  (ISBN 978-2-84736-304-3)

- La culture audiovisuelle des années soixante, sous la direction de Patrick Eveno et Denis Maréchal, col. Médias en actes, Ina-l’Harmattan, 2010, 192 p.  (ISBN 978-2-296-09707-0)

- La guerre après la guerre. Image et construction des imaginaires de guerre dans l’Europe du XXe siècle, sous la direction de Christian Delporte, Denis Maréchal, Caroline Moine et Isabelle Veyrat-Masson, Nouveau Monde éditions, 2010, 448 p.  (ISBN 978-2-84736-365-4)
- Images et sons de Mai 68, 1968-2008, sous la direction de Christian Delporte, Denis Maréchal, Caroline Moine et Isabelle Veyrat-Masson, nouveau monde éditions, 2011, 415 p.

- Télévision : le moment expérimental. Sous la direction de Gilles Delavaud et Denis Maréchal, éditions Apogée, 2011, 602 p.  (ISBN 978-2-84398-377-1)

- L’histoire orale en questions, sous la direction de Fabrice d’Almeida et Denis Maréchal, Ina Éditions, Collection « Médias Histoire », 2013, 138 p. (ISBN 978-2-86938-218-3)

- Les chantiers de la mémoire, sous la direction de Denis Peschanski et Denis Maréchal, Ina Éditions, Collection « Médias Histoire », 2013, 169 p.  (ISBN 978-2-86938-211-4)

### Contribution à des ouvrages collectifs
- « Une source iconographique contemporaine : la photographie » p. 55-59, Les historiens et les sources iconographiques, table ronde du 27 novembre 1981, Institut d'Histoire moderne et contemporaine, CNRS,1982
- « Les racines d'un succès » avec Monique Sauvage in Jean-Noël Jeanneney et Monique Sauvage (dir.), Télévision, nouvelle mémoire, Paris, Seuil-Ina, 1982, p 29-42
- « Réseaux câblés et services sonores », Paris, 1984, 17 p. (Etude interministérielle sur les services sonores que pourrait proposer Radio France sur les réseaux câblés et les canaux-son)

- «  Un autre regard sur le fonds photographique de Vichy, la relève, au filtre de la propagande », in Images de la France de Vichy, La Documentation Française, Paris, 1988, p. 249-253

- «  6 juin 44 : Le Jour J » avec Geneviève Keiffer et Dominique Veillon, Collection les médias et l’événement, la Documentation Française-Mémorial un musée pour la paix, 1988

- «  Bilder Geschichten an einem Ort der Forshung und des Gesprächs Das Memorial der Schlacht in der Normandie in Caen » in Geschichte sehen, Centaurus-Verlagsgesellschaft Pfaffenweiler, 1988, p.107-109
- «  La naissance du Mémorial : un musée pour la paix à Caen », p.199-206, French Cultural Studies, 1991
- « Dans le domaine du foot ball, le reportage à la radio est-il nationaliste ?», p. 225-231, Sports et relations internationales, Centre de recherche et civilisation de l'université de Metz, 1994

- « La naissance de la télévision commerciale », p. 56-57, " Le Service de la Recherche " p.164-165, in La grande aventure du petit écran, BDIC-Musée d'histoire contemporaine, 1997

- « Collaboration and Resistance : Images of life in Vichy, France, 1940-1944 » en coll. avec Yves Durand, Denis Peschanski, Pascal Ory et Lory Frankel, Harry N. Abrams, 2000

- «  La Nuit de la Nation », p. 78-79, « Radio Luxembourg, RTL » p. 110-113, «  Radio Monte-Carlo » p. 114-116, « la Sofirad » p.116-119, « Radio-Andorre, Sud Radio » p 125-126, « Europe n°1 » p.127-131, « Le Service de la recherche » p.167-168, «  La Société française de production » p.188-191, «  M6 » p. 205-207, « Les télévisions locales » p. 215-216, « Les chaînes thématiques » p. 216-222, « Jean Grandmoulin » p. 392-393, « Radio France Outre-mer », p. 691- 692, « TV5 » p.692-694, «  Canal France International », p. 694- 695, « La vidéothèque de Paris, Forum des images », p.714-715, in Jean-Noël Jeanneney (dir.) L'écho du Siècle, dictionnaire historique de la radio et de la télévision en France, Hachette Littératures, Pluriel, nouvelle édition mise à jour, 2001
- "L'actualité des actions de valorisation : les lundis de l'Ina", Médiamorphoses, 2002

- « Le mémorial de Caen entre mémoire et histoire » p.145-158, in Jean-Luc Bonniol et Maryline Crivello (dir.) Façonner le passé, représentations et cultures de l'histoire (XVIe – XVIIe siècle), Marseille, Publications de l'Université de Provence, 2004[7]
- «Caen et Verdun, deux sites à la croisée des chemins» p.55-59, in Musées en quête d'identités, le Compa, le conservatoire de l'agriculture, Chartres, 2004
- "Comment répondre à la demande du politique d'ancrer l'idée de la paix sur les champs de bataille ?" p.111-118, in Maryline Crivello, Patrick Garcia et Nicolas Offenstadt (dir) Concurrences des passés, Usages politiques du passé dans la France contemporaine, Marseille, Publications de l'Université de Provence, 2007

- « L’Ina depuis 1974 », Dictionnaire de la télévision française, p 272-273, sous la direction d’Agnès Chauveau et Yannick Dehée, Nouveau Monde (éditions), 2007
- "Une richesse à découvrir : les fonds complémentaires des collections du dépôt légal de la radio télévision" avec Jean-Michel Rodes, le temps des médias, n°9, 2007, p.247-262

- " Des photographes devant les caméras : quelles sources pour l'histoire ?" p. 225-235 in Quelle est la place des images en histoire ? Laurent Gervereau, Denis Maréchal, Christian Delporte, éd. Nouveau Monde éditions, 2008,  (ISBN 2365831206)
- " Montrer la Première Guerre mondiale à la télévision, 1995-2006", in La guerre après la guerre, Nouveau Monde éditions, 2010
- "Jacques Marseille, un intellectuel médiatique atypique", Revue Médias, n°31, 2011
- «  Entre monopole des radios publiques et postes périphériques », p.51-57, Histoire de la Radio, ouvrez grand vos oreilles !, Musée des Arts et métiers, le Cnam, 2012
- «  La télévision avant Jean d'Arcy » in Jean d'Arcy Penser la communication au XXe siècle, sous la direction de Marie-Françoise Lévy, pp. 65-68, Editions de la Sorbonne, 2014
- « Les archives de l'Ina et leur usage par l'historien » p. 91-97, in Actualité d'André-Jean Tusdesq, sous la direction de Annie Lenoble-Bart et Jean-Jacques Cheval, Maison des Sciences de l'Homme d'Aquitaine, 2016
- «  La naissance des stations périphériques », p.23, 100 ans de radios, 40 ans de radios libres, Editions HF, 2021

### Direction de publications
- Les Cahiers de la Paix, Revue du centre mondial de la paix, Nancy, du n°1 à 4 (1993-1997).

1999 - 2014, responsable des trois collections Ina - l’Harmattan :
- Médias en actes, douze ouvrages parus
- Mémoires de radio, deux ouvrages parus
- Mémoires de télévision, treize ouvrages parus

### Comités de rédaction de revues
- Cahiers d’histoire de la radiodiffusion, 1996-2014
- Le temps des médias depuis le n°1 en 2003
- Cahiers du comité d’histoire de la télévision, 2009-2014